# Willhelm Thaller

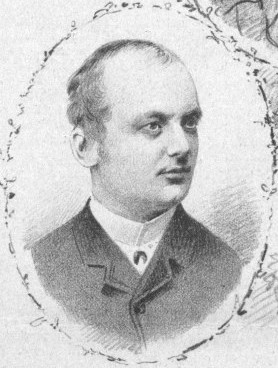
Willy Thaler, 1885

Willy Thaller, auch Willi Thaller, (* 17. August 1854 in Graz; † 1. April 1941 oder 6. April 1941 in Wien) war ein österreichischer Volksschauspieler und Sänger (Bariton).

## Leben
Willi Thaller trat bereits als Kind unter der Direktion Ignaz Czernits am Grazer Stadttheater auf. Eigentlich sollte er nach dem Wunsch seines Vaters Buchbinder werden. Er wollte aber Schauspieler werden aber fand keine Unterstützung dafür. Deshalb lief er von zu Hause weg und heuerte bei einer kleinen Theatertruppe in Bruck an der Mur an. Er debütierte in einer Rolle als „Kellner“ in der Komödie Der Narr von Untersberg. Nach einigen Jahren als Wanderkomödiant und Engagements in Klagenfurt, Warasdin, Cilli, Pettau, Laibach, Olmütz und Teplitz war er ab 1878 am Stadttheater in Graz, von 1881 bis 1883 am Wiener Carltheater, danach am Wiener Volkstheater und am Raimundtheater engagiert.
Im Rahmen einer Nordamerika-Tournee mit Marie Geistinger folgten Gastspiele in New York, Philadelphia und Chicago. Ab 1885 spielte er am Deutschen Theater in Prag. 1924 wurde er Ensemblemitglied am Wiener Burgtheater und spielte am Akademietheater unter anderen mit Raoul Aslan und Rosa Albach-Retty.
Willi Thaller spezialisierte sich am Theater vor allem auf komische Operettenrollen und auf Stücke von Nestroy und Ludwig Anzengruber. Erfolge feierte er auch in Der Bettelstudent als Oberst Ollendorf und als Johann Strauss Vater im Singspiel-Pasticcio Walzer aus Wien.
Seine jüngere Schwester Kathi war Sängerin und Schauspielerin.

## Filmografie
- 1915: Mutter Sorge
- 1917: Seine Hoheit, der Eintänzer

## Auszeichnungen
Vom österreichischen Bundespräsidenten Michael Hainisch wurden ihm die Berufstitel „Hofrat“ und „Kammerschauspieler“ verliehen. Er ist Bürger der Stadt Wien ehrenhalber. Weiters wurde die Willi-Thaller-Straße in Graz nach ihm benannt. Willi Thaller ist in einem Ehrengrab der Stadt Wien am Wiener Zentralfriedhof, 15/E/3/16 beigesetzt.